# Saison 3 de ReGenesis
Chronologie
Saison 2 de ReGenesis Saison 4 de ReGenesis
Cet article présente le guide des épisodes de la troisième saison de la série télévisée ReGenesis.

## Acteurs Principaux
- Peter Outerbridge : David Sandström
- Dmitry Chepovetsky : Bob Melnikov
- Mayko Nguyen : Mayko Tran
- Greg Bryk : Weston Field
- Elliot Page : Lilith Sandström
- Conrad Pla (en) : Carlos Serrano
- Wendy Crewson : Rachel Woods

## Acteurs Secondaires récurrents
- Marc Strange : Toumas Sandström
- Michael Seater : Owen
- Geraint Wyn Davies (en) : Carleton Riddlemeyer

## Épisode 1: Cette chose qui flottait dans l'air
- Titre original : A Spontaneous Moment
- Numéro(s) : 27 (3-1)
- Scénariste(s) : Tom Chehak
- Réalisateur(s) : Ken Girotti
- Acteurs secondaires : Stewart Arnott (Harmon Rodman), Patrick Garrow (Robbie McCaine), Tamara Hope (Julie Henshaw), David Huband (Agent Hicks), Noam Jenkins (Titus Muyerbridge), Jonathan Keltz (Jeff Riddlemeyer), Marrissa Shumel (Reporter), Amanda Stepto (Leslie McCaine), Bryan Thomas (Tyler Rodman)
- Diffusion(s) : 
  -  Canada : le 1er avril 2007 sur The Movie Network
  -  France : le 3 décembre 2007 sur 13ème rue
- Synopsis :

## Épisode 2: Poussière au vent
- Titre original : Dust in the Wind
- Numéro(s) : 28 (3-2)
- Scénariste(s) : Tom Chehak
- Réalisateur(s) : Ken Girotti
- Acteurs secondaires : Stewart Arnott (Harmon Rodman), Patrick Garrow (Robbie McCaine), Tamara Hope (Julie Henshaw), David Huband (Agent Hicks), Noam Jenkins (Titus Muyerbridge), Jonathan Keltz (Jeff Riddlemeyer), Marrissa Shumel (Reporter), Amanda Stepto (Leslie McCaine), Bryan Thomas (Tyler Rodman)
- Diffusion(s) : 
  -  Canada : le 1er avril 2007 sur The Movie Network
  -  France : le 3 décembre 2007 sur 13ème rue
- Synopsis :

## Épisode 3: Etrangers dans la nuit
- Titre original : Strangers In The Night
- Numéro(s) : 29 (3-3)
- Scénariste(s) : Avrum Jacobson
- Réalisateur(s) : John L'Ecuyer
- Acteurs secondaires : Liz Best (Nina), Deanna Dizadji (Angelica Starov), Judah Katz (Pete Braungart), Bill Lake (Dr. Strickland), Kim Roberts (Employée de bureau), Sarah Strange (Jill Langston)
- Diffusion(s) : 
  -  Canada : le 8 avril 2007 sur The Movie Network
  -  France : le 10 décembre 2007 sur 13ème rue
- Synopsis :

## Épisode 4: Un rêve de génome
- Titre original : Dream Of Genomes
- Numéro(s) : 30 (3-4)
- Scénariste(s) : Avrum Jacobson
- Réalisateur(s) : John L'Ecuyer
- Acteurs secondaires : Gina Clayton (Dr. Farlow), Marie V. Cruz (puéricultrice), Deanna Dizadji (Angelica Starov), Theresa Tova (Dr. Lang), Kevin Wheeler (Kevin)
- Diffusion(s) : 
  -  Canada : le 15 avril 2007 sur The Movie Network
  -  France : le 10 décembre 2007 sur 13ème rue
- Synopsis :

## Épisode 5: Le dieu du commerce
- Titre original : The God Of Commerce
- Numéro(s) : 31 (3-5)
- Scénariste(s) : Kate Miles Melville
- Réalisateur(s) : Ron Murphy
- Acteurs secondaires : James Allodi (Dr. Gordon Petras), Deanna Dizadji (Angelica Starov), Todd Hofley (Timothy Bosch), Ingrid Kavelaars (Dr. Joanna Sabean), Bill Lake (Dr. Strickland), Jee Yun Lee (Reporter), Jeff Roop (Milo), Doug Smith (Dwight Leopold), Jason Spevack (Kyle), Mark Wilson (Regis Leonard)
- Diffusion(s) : 
  -  Canada : le 22 avril 2007 sur The Movie Network
  -  France : le 17 décembre 2007 sur 13ème rue
- Synopsis :

## Épisode 6: Vulnérabilité
- Titre original : Phantoms
- Numéro(s) : 32 (3-6)
- Scénariste(s) : Tanya Grout
- Réalisateur(s) : Ron Murphy
- Acteurs secondaires : James Allodi (Dr. Gordon Petras), Yogesh Chotalia (Dr. Atul Deonandan), Todd Hofley (Timothy Bosch), Ingrid Kavelaars (Dr. Joanna Sabean), Jeff Roop (Milo)
- Diffusion(s) : 
  -  Canada : le 29 avril 2007 sur The Movie Network
  -  France : le 17 décembre 2007 sur 13ème rue
- Synopsis :

## Épisode 7: Une main lave l'autre
- Titre original : One Hand Washes The Other
- Numéro(s) : 33 (3-7)
- Scénariste(s) : Cal Coons
- Réalisateur(s) : Clement Virgo
- Acteurs secondaires : Carlos Congote (Felipe), Richard Fitzpatrick (Myles Bishop), Ben Olivieri (Officier de l'immigration), Ivania Sandoval (Elvia)
- Diffusion(s) : 
  -  Canada : le 6 mai 2007 sur The Movie Network
  -  France : le 24 décembre 2007 sur 13ème rue
- Synopsis :

## Épisode 8: Colis Suspects
- Titre original : Sleepers
- Numéro(s) : 34 (3-8)
- Scénariste(s) : Cal Coons
- Réalisateur(s) : Clement Virgo
- Acteurs secondaires : Stephen Amell (Craig Riddlemeyer), Corwin Hall (Pompier #1), Daniel Park (Pompier #2), Frank Spadone (Pompier #3), Joy Tanner (Dr. Alexandria Lowen)
- Diffusion(s) : 
  -  Canada : le 13 mai 2007 sur The Movie Network
  -  France : le 24 décembre 2007 sur 13ème rue
- Synopsis :

## Épisode 9: Souvenirs de la guerre
- Titre original : Let It Burn
- Numéro(s) : 35 (3-9)
- Scénariste(s) : David Young
- Réalisateur(s) : Shawn Thompson
- Acteurs secondaires : Stephen Amell (Craig Riddlemeyer), Albert Chung (Technicien), Kristin Corvers (Standardiste), Rick Demas (Agent du FBI), Patrick Garrow (Robbie McCaine), Tatum Knight (Molly Field), Sharon M. Lewis (Le docteur de Craig), Leah Pinsent (Dr. Ann Turnbull), Kent Staines (Le Docteur de Molly)
- Diffusion(s) : 
  -  Canada : le 20 mai 2007 sur The Movie Network
  -  France : le 7 janvier 2008 sur 13ème rue
- Synopsis :

## Épisode 10: Impossible n'est pas scientifique
- Titre original : Unbearable
- Numéro(s) : 36 (3-10)
- Scénariste(s) : Jason Sherman
- Réalisateur(s) : Gail Harvey
- Acteurs secondaires : Stephen Amell (Craig Riddlemeyer), Greg Campbell (Révérend Justin), Karen Ivary (Dr. Corvers), Noam Jenkins (Titus Muyerbridge), Tatum Knight (Molly Field), Peter Mikhail (Zoologue), Thomas Mitchell (Eliot Field), Leah Pinsent (Dr. Ann Turnbull), Hal Roberts (Reporter)
- Diffusion(s) : 
  -  Canada : le 27 mai 2007 sur The Movie Network
  -  France : le 7 janvier 2008 sur 13ème rue
- Synopsis :

## Épisode 11: À la dérive
- Titre original : Adrift
- Numéro(s) : 37 (3-11)
- Scénariste(s) : Avrum Jacobson
- Réalisateur(s) : John L'Ecuyer
- Acteurs secondaires : Victoria Fodor (Dr Sally Crick), Bill MacDonald (Dr Lee), Philip Akin (Wayne MacPherson), Tatum Knight (Molly Field), Thomas Mitchell (Elliot Field), Leah Pinsent (Dr Ann Turnbull)
- Diffusion(s) : 
  -  Canada : le 3 juin 2007 sur The Movie Network
  -  France : le 4 novembre 2008 sur 13ème rue
- Synopsis :

## Épisode 12: Courts-circuits en série
- Titre original : Jacobson's Organ
- Numéro(s) : 38 (3-12)
- Scénariste(s) : David Young
- Réalisateur(s) : Ron Murphy
- Acteurs secondaires : Geraint Wyn Davies (en) (Carleton Riddlemeyer), Leah Pinsent (Dr Ann Turnbull), Dan Lett (John Frank), Duane Murray (Dr Vaughn)
- Diffusion(s) : 
  -  Canada : le 10 juin 2007 sur The Movie Network
  -  France : le 14 janvier 2008 sur 13ème rue
- Synopsis :

## Épisode 13: Renaissance
- Titre original : Back to the future
- Numéro(s) : 39 (3-13)
- Scénariste(s) : Tom Chehak
- Réalisateur(s) : John L'Ecuyer
- Acteurs secondaires :
- Diffusion(s) : 
  -  Canada : le 10 juin 2007 sur The Movie Network
  -  France : le 14 janvier 2008 sur 13ème rue
- Synopsis :